# Geografía de Irlanda
La República de Irlanda (nombre local, Poblacht na hÉireann) es un Estado de la Europa occidental, que ocupa las cinco sextas partes de la isla de Irlanda en el Atlántico Norte, al oeste de la isla de Gran Bretaña. Limita con el Reino Unido al norte, el mar de Irlanda al este y el Atlántico Norte al oeste. El océano es responsable de la recortada línea costera occidental, junto con las muchas islas, penínsulas y bahías.

## Geografía física

### Geología

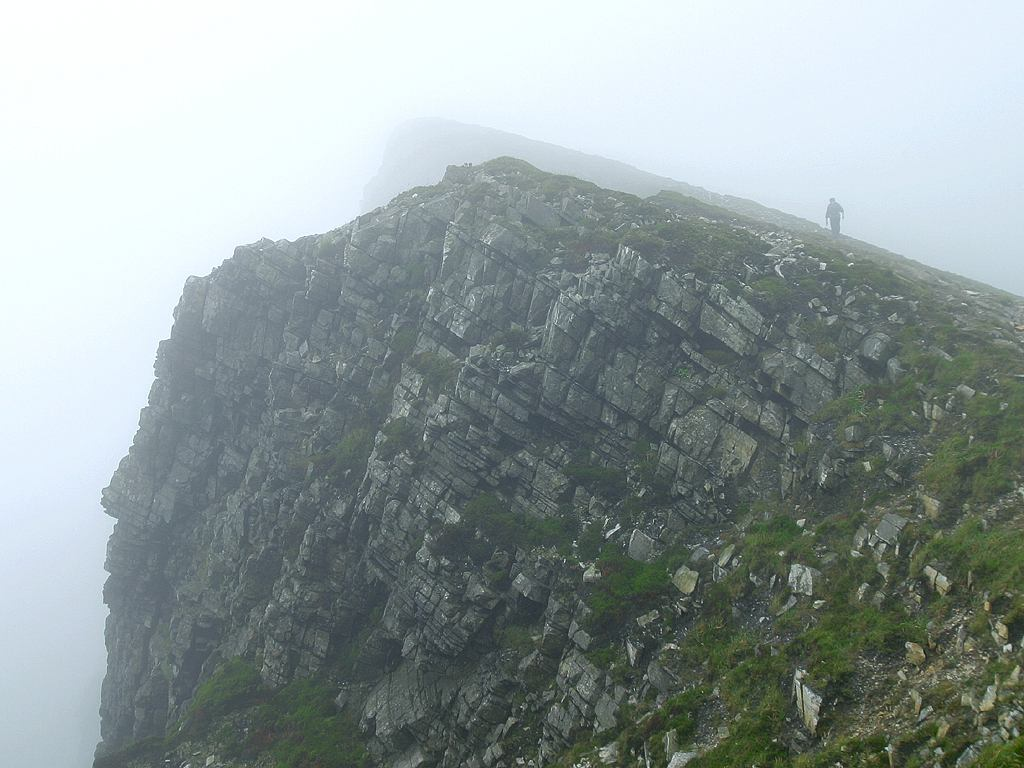
Slieve League, en Donegal, es un ejemplo de formación geológica temprana.

La isla se compone geológicamente de varias zonas bien diferenciadas. En el oeste, alrededor de Galway y Donegal hay un complejo metamórfico e ígneo de grado entre medio y alto afín a la Orogenia caledoniana. En torno a Longford existe una zona de rocas del Ordovícico y el Silúrico con muchas características afines a las de la zona de las Tierras Altas del Sur escocesas. Más al sur, hay una zona alrededor de la costa de Wexford formada por intrusiones graníticas en las rocas ordovícicas y silúricas, muy similares a las de Cornualles. En el suroeste, alrededor de la bahía de Bantry y las montañas de Macgillicuddy's Reeks, existe una zona de rocas devónicas sustancialmente deformadas, pero solo ligeramente metamorfizadas, muy similares también a las de Cornualles.
La roca más antigua de Irlanda tiene 1700 millones de años de antigüedad y fue hallada en Inishtrahull, un islote de las costas del condado de Donegal. En otras partes de Donegal, los geólogos han encontrado rocas que empezaron a formarse como depósitos glaciales durante la Edad de Hielo, lo que verifica el hecho de que Irlanda estuvo cubierta completamente por una masa de hielo durante el período en cuestión.
Las llanuras centrales de la isla están formadas por rocas calcáreas cubiertas de una capa de arcilla y arena de origen glacial, con lagos y turberas (bogs) dispersas, de entre las cuales la Bog of Allen es una de las más extensas. La composición de las montañas situadas a lo largo de la costa es variada según su posición: en el sur están formadas por arenisca roja, mientras que en los valles por donde corren los ríos son calcáreas. En Mayo, Galway, Donegal y Wicklow, las montañas son principalmente graníticas. 
El suelo del oeste y del norte tiende a tener un escaso drenaje, formando grandes zonas pantanosas, con amplias turberas ricas en turba y arcilla, y al mismo tiempo poco aptas para el cultivo, debido a la aspereza del terreno. Por el contrario, los territorios orientales y meridionales, menos afectados por las continuas lluvias, tienen un mejor drenaje y un estrato humífero más fértil. 
Mención aparte merece El Burren, una vasta meseta caliza ejemplo de paisaje kárstico en el condado de Clare, en la costa occidental, alrededor de Lisdoonvarna. Dentro de los grykes (las grietas formadas entre el terreno calizo) las lluvias han creado sistemas de cuevas y, sobre todo, condiciones ideales para el crecimiento de particulares formas vegetales. En el resto del territorio, se encuentra mineralización estratiforme de zinc y plomo, en la piedra caliza alrededor de Silvermines y de Tynagh.

### Relieve

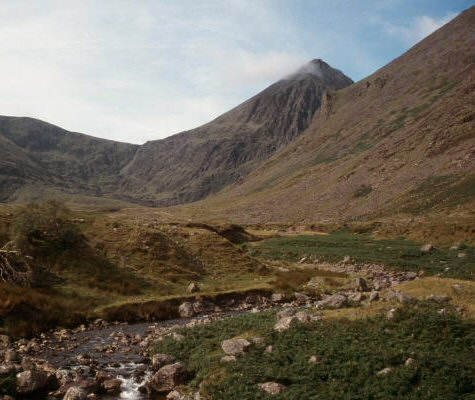
Carrantuohill, condado de Kerry
La cima más alta de Irlanda

La República de Irlanda está formada por una vasta planicie de poca altitud, rodeada por un anillo de pequeñas cadenas montañosas costeras. Entre las principales alineaciones se encuentran las montañas Blue Stack, la principal cadena montañosa en el sur del condado de Donegal, y las Macgillicuddy's Reeks, una cadena montañosa en el condado de Kerry, en donde se encuentra la montaña más alta del país (Carrantuohill, Carrauntoohil, de 1.038 metros), los otros dos picos por encima de mil metros, el Beenkeragh de 1.010 m s. n. m. y el Caher, de 1.001 m s. n. m.), y más de cien Hewitts (picos de más de dos mil pies). Las montañas, parte de las Armorican Highlands, son de arenisca tallada por los glaciares y se encuentran situadas en la península de Iveragh cerca de los lagos de Killarney. Otras cadenas montañosas son: los montes Comeragh, las Blackstairs Mountains, los Montes Wicklow, los Montes Derryveagh, las Ox Mountains, la sierra Nephin Beg y el grupo formado por las Twelve Bens/Maumturks. En el interior solo hay algunas pequeñas montañas, y se concentran en su mayor parte en la zona meridional: las montañas Galtee, Silvermines y Slieve Bloom.

### Ríos, lagos y costas

#### Ríos y lagos
El principal río de Irlanda es el río Shannon, de 386 km (240 millas), que es el más largo tanto de La República de Irlanda como de todas las Islas británicas. Divide el oeste de Irlanda (principalmente la provincia de Connacht) del este y sur (Leinster y la mayor parte de Munster), región central cenagosa. A lo largo del río se forman tres lagos, el Lough Allen, el Lough Ree y el Lough Derg. El Lough Derg es el más grande de los tres, segundo en extensión de la República, con 118 km² de superficie. El Shannon desemboca en el Océano Atlántico cerca de la ciudad de Limerick en el estuario que lleva su nombre. 
Otro curso de agua importante es el Blackwater, que fluye por los condados de Kerry, Cork y Waterford, así como las llamadas Tres hermanas, que son tres ríos: el Barrow, el Nore y el Suir. El Suir y el Nore nacen en la misma región montañosa en el condado de Tipperary, cerca de Devils Bit, mientras que el Barrow surge en las montañas Slieve Blooms en el condado de Laois. Finalmente, cabe mencionar el Liffey, el Lee y el Boyne. 
El lago más grande de la República de Irlanda es el Lough Corrib, situado en el oeste del país y con una superficie de alrededor de 165,6km². El río Corrib/Galway conecta el lago con el mar en Galway. 

#### Bahías y cabos

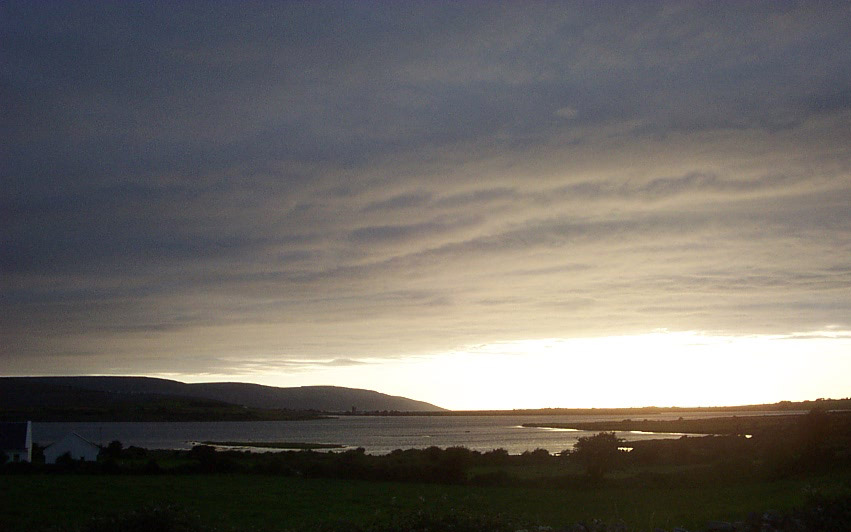
Bahía de Galway.

La costa es muy recortada en la parte occidental. Entre los más notables entrantes del mar en la tierra pueden mencionarse, en el norte, el Lough Swilly y Lough Foyle, este último en la frontera, separando la península de Inishowen, en el condado de Donegal, del condado de Londonderry ya en Irlanda del Norte. Aunque se les llama lough, que equivaldría a lago, se trata de formaciones tipo fiordo, de la misma manera que no todos los lochs de Escocia son lagos, sino también entrantes marinos. Carlingford Lough es uno de estos loughs marinos o entrantes que forma parte de la frontera internacional entre Irlanda del Norte y la República de Irlanda. La siguiente bahía digna de mención es la Dublín, después de la cual la costa irlandesa se vuelve bastante lineal hasta el Wexford Harbour, en la desembocadura del río Slaney. Luego están las bahías formadas por las cinco penínsulas suroccidentales, en este orden: la de Dunmanus, la de Bantry, el estuario del Kenmare y por fin la célebre bahía de Dingle. Los siguientes son el enorme estuario del Shannon, entre Clare y Limerick, la famosa bahía de Galway, la bahía de Clew en el condado de Mayo, antes de que la costa cambie de dirección dos veces, la primera hacia este y la segunda hacia el norte, donde por último pueden encontrarse la bahía de Sligo y la amplia bahía de Donegal.
El cabo Malin (Malin Head), en la península de Inishowen, condado de Donegal, es el punto más septentrional de la República de Irlanda, mientras que el cabo Mizen (Mizen Head), en el condado de Cork, es el punto más meridional. La expresión típica irlandesa "de Malin a Mizen" (o viceversa) designa Irlanda en su totalidad. Carnsore Point, en el condado de Wexford, es el punto más al sureste.
Dignos de mención son Hook Head, en el condado de Waterford, la Old Head of Kinsale, el larguísimo Loop Head en el condado de Clare, que delimita el estuario del Shannon y Hag's Head en los acantilados de Moher.
Erris Head, en el condado de Mayo, es el punto más al noroeste de Connacht.

#### Islas y penínsulas

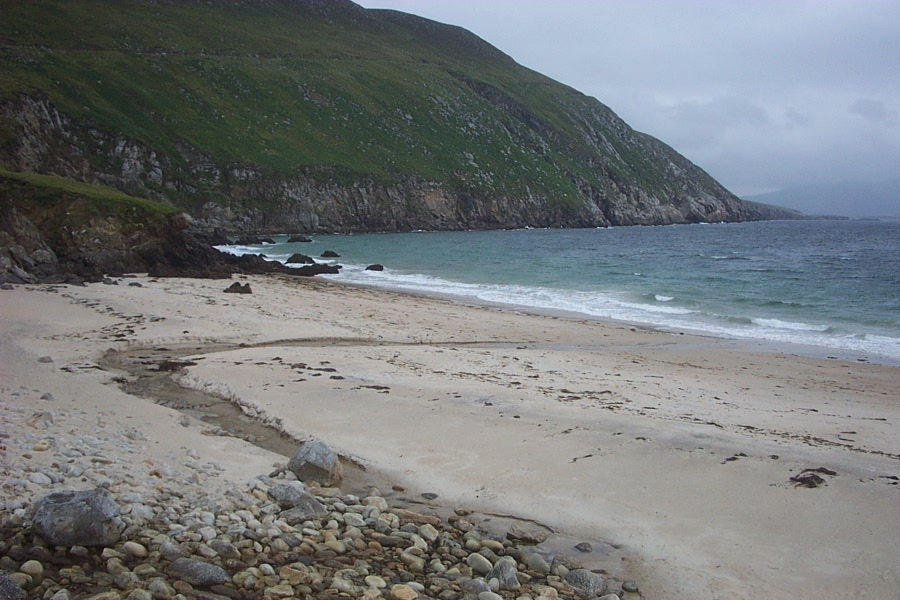
Isla Achill, condado de Mayo
La mayor isla de Irlanda

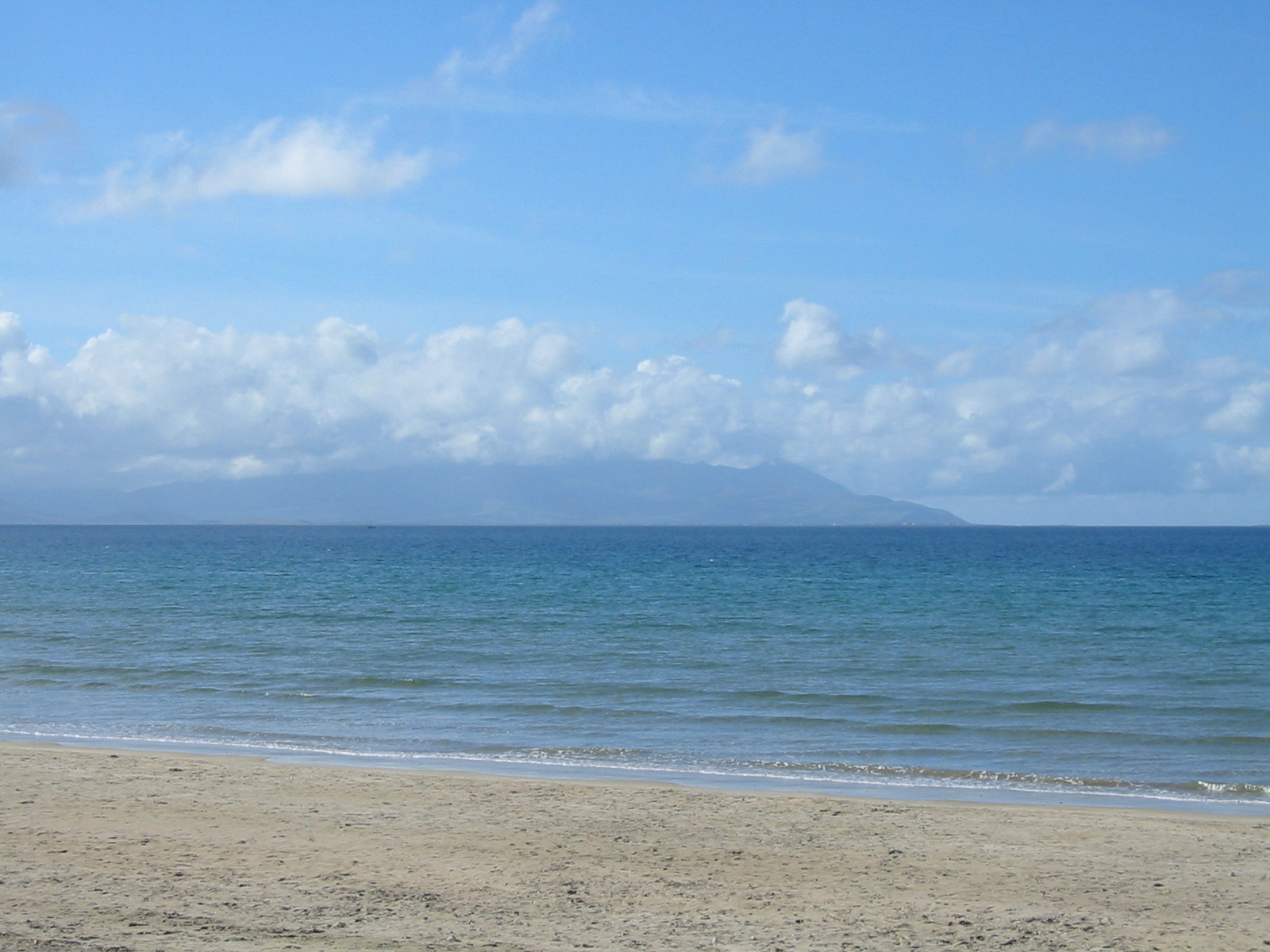
Península de Dingle, condado de Kerry
Vista desde la Banna strand

En irlandés, isla se dice inis o ennis, que figuran como prefijos en los nombres de muchas poblaciones y nombres geográficos. La mayor isla de Irlanda es la isla Achill, que se sitúa a lo largo de la costa occidental del condado de Mayo. Está habitada y conectada a la isla núcleo de Irlanda por un puente. 
Importantísimas a nivel cultural son las Islas Aran, un archipiélago formado por tres islas, Inishmore, Inishmaan e Inisheer, en la costa del condado de Galway, las cuales están pobladas por una importante comunidad de habla irlandesa, o Gaeltacht. La isla de Valentia, cerca de la península de Iveragh, en el condado de Kerry, es también una de las mayores islas de Irlanda. Está relativamente poblada, siendo Knightstown la principal población de la isla, que está conectada por un puente en su parte suroeste con la población de Portmagee. La isla Omey, en la costa de Connemara en el condado de Galway, es una isla tan solo accesible a pie durante la marea baja. Muy ricas a nivel cultural, pero menos a nivel económico, son las islas de las costas del condado de Donegal, como por ejemplo Arranmore y Tory.
Las penínsulas son más numerosas en la recortada costa occidental. Muchas de las más espectaculares y conocidas de Irlanda se sitúan en el condado de Kerry, como la península de Dingle, la de Iveragh o la de Beara. La península de Inishowen, en el condado de Donegal, incluye el punto más septentrional de Irlanda, el cabo Malin, y varias ciudades importantes como Buncrana, Carndonagh y Moville. El rasgo de tierra más septentrional de Irlanda es la isla Inishtrahull.

### Clima
El clima oceánico de la república de Irlanda es templado, aunque significativamente más caliente que casi todos los otros lugares localizados en una latitud similar, como Polonia (en Europa) o Terranova (en el lado opuesto del Atlántico), debido a la influencia de la corriente del Atlántico Norte evitando los extremos en las diferencias de temperatura que sí están presentes en otras regiones de similar latitud. Es un país constantemente húmedo, cubierto de nubes la mitad del tiempo. Las precipitaciones son frecuentes, con más de 275 días de lluvia en muchas partes del país. Ahora, bien, dado que el viento usualmente se desplaza desde el suroeste hacia el noreste, y rompe en las montañas de la costa occidental, las lluvias se concentran más en esta parte oeste. Estas tormentas atlánticas suelen producirse especialmente en los últimos meses de otoño y de invierno, que traen de vez en cuando vientos destructivos y la mayoría de precipitaciones en estas áreas, así como nieve y granizo. La isla Valentia (en el oeste) acaba recibiendo casi el doble de lluvia que Dublín (en el este): 1.400 mm anuales frente a los 762 mm de la capital. A lo largo del país, aproximadamente un 60% de la precipitación anual ocurre entre los meses de agosto y enero. Las regiones del norte de Galway y el este de Mayo tienen la mayor cantidad de incidentes de relámpagos registrados anualmente (5 a 10 días por año). Son raras las nevadas.
Los inviernos son suaves, solo hiela ocasionalmente. Enero y febrero son los meses más fríos del año y la temperatura promedio oscila entre los 4 y los 7 °C. Las temperaturas inferiores a –6 °C no son comunes. La temperatura más fría registrada fue de -19,1 °C (- 2,38 °F) en el castillo de Markree, Condado de Sligo, el 16 de enero de 1881. Los veranos son frescos, las temperaturas solo exceden los 30 °C una vez cada 10 años, aunque suelen alcanzar los 29 °C muchos veranos; julio y agosto son los más tibios con promedios entre 14 y 16 °C. La temperatura registrada más cálida fue de 33,3 °C (91,94°F) en el castillo de Kilkenny, Condado de Kilkenny, el 26 de junio de 1887. A veces, a la República de Irlanda le afectan olas de calor, las más recientes en 1995, 2003 y 2006. Hay diferencias apreciables en la temperatura entre las áreas costeras e interiores. Las áreas interiores son más calientes en verano y más frías en invierno, generalmente con alrededor de 40 días de temperaturas bajo cero (0 °C) en las estaciones meteorológicas interiores, y solamente 10 días en las estaciones costeras. Los meses con mayor cantidad de horas de sol son mayo y junio, recibiendo entre 5 y 7 horas por día.
| Parámetros climáticos promedio de Dublín, capital de la República de Irlanda | Parámetros climáticos promedio de Dublín, capital de la República de Irlanda | Parámetros climáticos promedio de Dublín, capital de la República de Irlanda | Parámetros climáticos promedio de Dublín, capital de la República de Irlanda | Parámetros climáticos promedio de Dublín, capital de la República de Irlanda | Parámetros climáticos promedio de Dublín, capital de la República de Irlanda | Parámetros climáticos promedio de Dublín, capital de la República de Irlanda | Parámetros climáticos promedio de Dublín, capital de la República de Irlanda | Parámetros climáticos promedio de Dublín, capital de la República de Irlanda | Parámetros climáticos promedio de Dublín, capital de la República de Irlanda | Parámetros climáticos promedio de Dublín, capital de la República de Irlanda | Parámetros climáticos promedio de Dublín, capital de la República de Irlanda | Parámetros climáticos promedio de Dublín, capital de la República de Irlanda | Parámetros climáticos promedio de Dublín, capital de la República de Irlanda |
| Mes                                                                          | Ene.                                                                         | Feb.                                                                         | Mar.                                                                         | Abr.                                                                         | May.                                                                         | Jun.                                                                         | Jul.                                                                         | Ago.                                                                         | Sep.                                                                         | Oct.                                                                         | Nov.                                                                         | Dic.                                                                         | Anual                                                                        |
| ---------------------------------------------------------------------------- | ---------------------------------------------------------------------------- | ---------------------------------------------------------------------------- | ---------------------------------------------------------------------------- | ---------------------------------------------------------------------------- | ---------------------------------------------------------------------------- | ---------------------------------------------------------------------------- | ---------------------------------------------------------------------------- | ---------------------------------------------------------------------------- | ---------------------------------------------------------------------------- | ---------------------------------------------------------------------------- | ---------------------------------------------------------------------------- | ---------------------------------------------------------------------------- | ---------------------------------------------------------------------------- |
| Temp. máx. abs. (°C)                                                         | 14                                                                           | 17                                                                           | 21                                                                           | 22                                                                           | 25                                                                           | 29                                                                           | 30                                                                           | 27                                                                           | 25                                                                           | 24                                                                           | 18                                                                           | 17                                                                           | 30                                                                           |
| Temp. máx. media (°C)                                                        | 8                                                                            | 8                                                                            | 10                                                                           | 13                                                                           | 15                                                                           | 18                                                                           | 20                                                                           | 19                                                                           | 17                                                                           | 14                                                                           | 10                                                                           | 8                                                                            | 13.3                                                                         |
| Temp. mín. media (°C)                                                        | 1                                                                            | 2                                                                            | 3                                                                            | 4                                                                            | 6                                                                            | 9                                                                            | 11                                                                           | 11                                                                           | 9                                                                            | 6                                                                            | 4                                                                            | 3                                                                            | 5.8                                                                          |
| Temp. mín. abs. (°C)                                                         | -12                                                                          | -10                                                                          | -9                                                                           | -5                                                                           | -6                                                                           | 1                                                                            | 3                                                                            | 2                                                                            | -1                                                                           | -4                                                                           | -7                                                                           | -9                                                                           | -12                                                                          |
| Precipitación total (mm)                                                     | 67                                                                           | 55                                                                           | 51                                                                           | 45                                                                           | 60                                                                           | 57                                                                           | 70                                                                           | 74                                                                           | 72                                                                           | 70                                                                           | 67                                                                           | 74                                                                           | 762                                                                          |
| Días de precipitaciones (≥ 1 mm)                                             | 13                                                                           | 10                                                                           | 10                                                                           | 11                                                                           | 10                                                                           | 11                                                                           | 13                                                                           | 12                                                                           | 12                                                                           | 11                                                                           | 12                                                                           | 14                                                                           | 139                                                                          |
| Horas de sol                                                                 | 56.50                                                                        | 84.75                                                                        | 84.75                                                                        | 141.25                                                                       | 169.5                                                                        | 169.5                                                                        | 141.25                                                                       | 141.25                                                                       | 113                                                                          | 84.75                                                                        | 56.50                                                                        | 56.50                                                                        | 1299.5                                                                       |
| [cita requerida]                                                             |                                                                              |                                                                              |                                                                              |                                                                              |                                                                              |                                                                              |                                                                              |                                                                              |                                                                              |                                                                              |                                                                              |                                                                              |                                                                              |

### Medio ambiente
Prácticamente todo el territorio está cubierto por una pradera en la cual predomina el trébol. El centro del país contiene grandes áreas de ciénagas, usadas para la extracción y producción de turba, que se forma a partir de la descomposición de plantas como el sphagnum. Quedan pocos bosques, ya que aunque en origen estaría cubierta de bosques caducifolios, fueron en gran medida talados para extender las pasturas de ovinos y la construcción de barcos.
Irlanda posee el mayor parque natural vecino a una ciudad de Europa, el Parque Fénix, el cual mide 712 hectáreas y consta de una circunferencia vallada de 16 km de extensas zonas verdes y avenidas de árboles en hilera.
Conforme a la normativa de la Unión Europea, el territorio de este país pertenece a la región biogeográfica atlántica. 66.994 hectáreas están protegidas como humedales de importancia internacional al amparo del Convenio de Ramsar, en total, 45 sitios Ramsar. Tiene seis parques nacionales: Ballycroy, Burren, Connemara, Glenveagh, Killarney y montes Wicklow.
Entre las preocupaciones medioambientales se encuentran la contaminación del agua, especialmente en los lagos, por los residuos líquidos agrícolas.

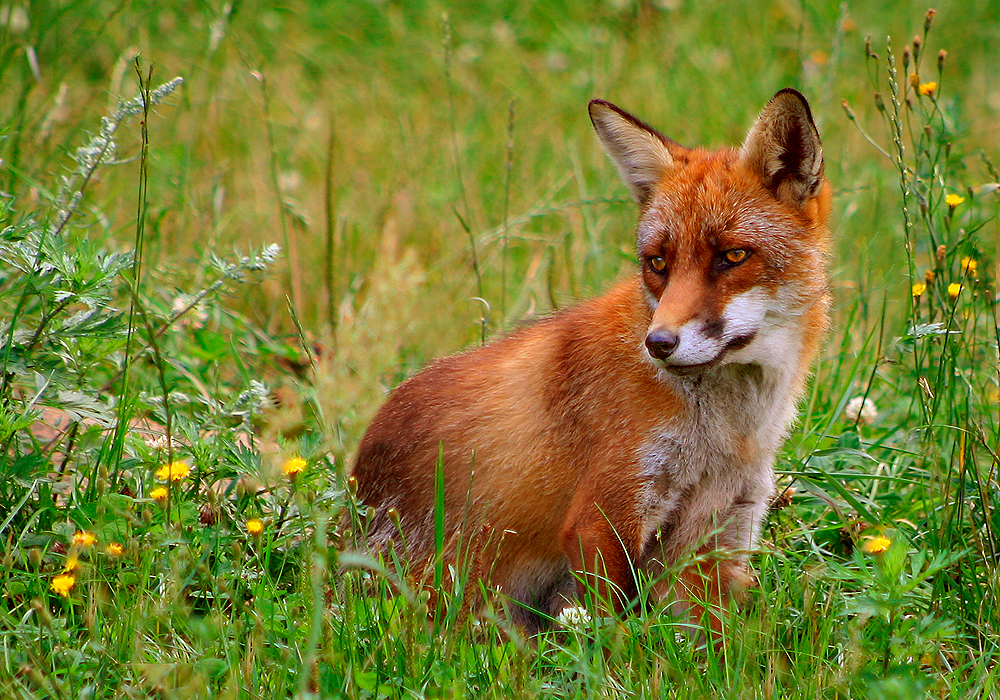
Zorro rojo.

Debido a su aislamiento desde el fin del Wurmiense, la fauna terrestre autóctona es pobre: algunos zorros rojos, hurones, liebres y poquísimos venados constituyen el elenco principal. Son escasos los reptiles, solo existe un reptil autóctono, la lagartija vivípara o de turbera. Aves y mamíferos anfibios son pocos, debidos a la depredación, aunque existen grandes colonias de aves marinas en los acantilados costeros (alcas, araos, frailecillos, alcatraces, pardelas y paíños). También destacan las poblaciones invernantes de barnaclas carinegras y cariblancas, y de ánsares caretos.

## Geografía humana
La población de la República de Irlanda se estima en 4.203.200 (julio de 2009). Ello da una densidad de 59,81 habitantes por kilómetro cuadrado. La población urbana representa un 61% del total (2008). Más del 40% de la población vive en un área de 100 km alrededor de Dublín. 
Los principales grupos étnicos son: irlandeses 87,4%, otros blancos 7,5%, asiáticos 1,3%, negros 1,1%, mestizos 1,1%, sin especificar 1,6% (censo de 2006). Dos son los idiomas oficiales, el inglés, que es el que se suele hablar, y el irlandés hablado principalmente en las regiones del litoral occidental. La religión practicada mayoritariamente (87,4) es el catolicismo. A la iglesia de Irlanda pertenece el 2,9% de la población, otros cristianos 1,9%, otros 2,1%, sin especificar 1,5%, ninguna 4,2% (censo de 2006).
La capital es Dublín, con 506.211 habitantes, que se encuentra en la costa oriental. Otras ciudades importantes de más de 50.000 habitantes son: Cork (119.418 hab.) en el sur, y Galway (72.414 hab.) y Limerick (52.539 hab.) en la costa oeste. 
En cuanto a las divisiones administrativas, hay cinco ciudades (cities): Cork, Dublín, Galway, Limerick y Waterford; y 29 condados (counties): Carlow, Cavan, Clare, Cork, Donegal, Dublín Sur (South Dublin), Dun Laoghaire-Rathdown, Fingal, Galway, Kerry, Kildare, Kilkenny, Laois, Leitrim, Limerick, Longford, Louth, Mayo, Meath, Monaghan, Tipperary Norte, Offaly, Roscommon, Sligo, Tipperary Sur, Waterford, Westmeath, Wexford y Wicklow.
| Mapa de Irlanda | 1. Dublín 2. Wicklow 3. Wexford 4. Carlow 5. Kildare 6. Meath 7. Louth 8. Monaghan 9. Cavan 10. Longford 11. Westmeath 12. Offaly 13. Laois 14. Kilkenny 15. Waterford 16. Cork | 1. Kerry 2. Limerick 3. Tipperary 4. Clare 5. Galway 6. Mayo 7. Roscommon 8. Sligo 9. Leitrim 10. Donegal |

Desde un punto de vista administrativo, veinte de los condados en la República son unidades de administración local. Otros seis tienen más de una autoridad local en su área, produciendo así un total de treinta y cuatro autoridades a nivel de condado. Tipperary constituye un caso especial, pues está dividida en Tipperary del Norte y Tipperary del Sur. Las áreas electorales de la República de Irlanda, llamadas constituencies conforme a la ley irlandesa, a menudo coinciden con los condados.

## Geografía económica
Los recursos naturales de la República de Irlanda son: gas natural, turba, cobre, plomo, cinc, plata, baritina, aljez, caliza y dolomita. Ha sido un recurso económico tradicional la explotación de las turberas. Irlanda tiene 12 000 km² de ciénagas, que consisten en dos tipos distintos: ciénagas cubiertas de vegetación (blanket bogs) y ciénagas levantadas (raised bogs).

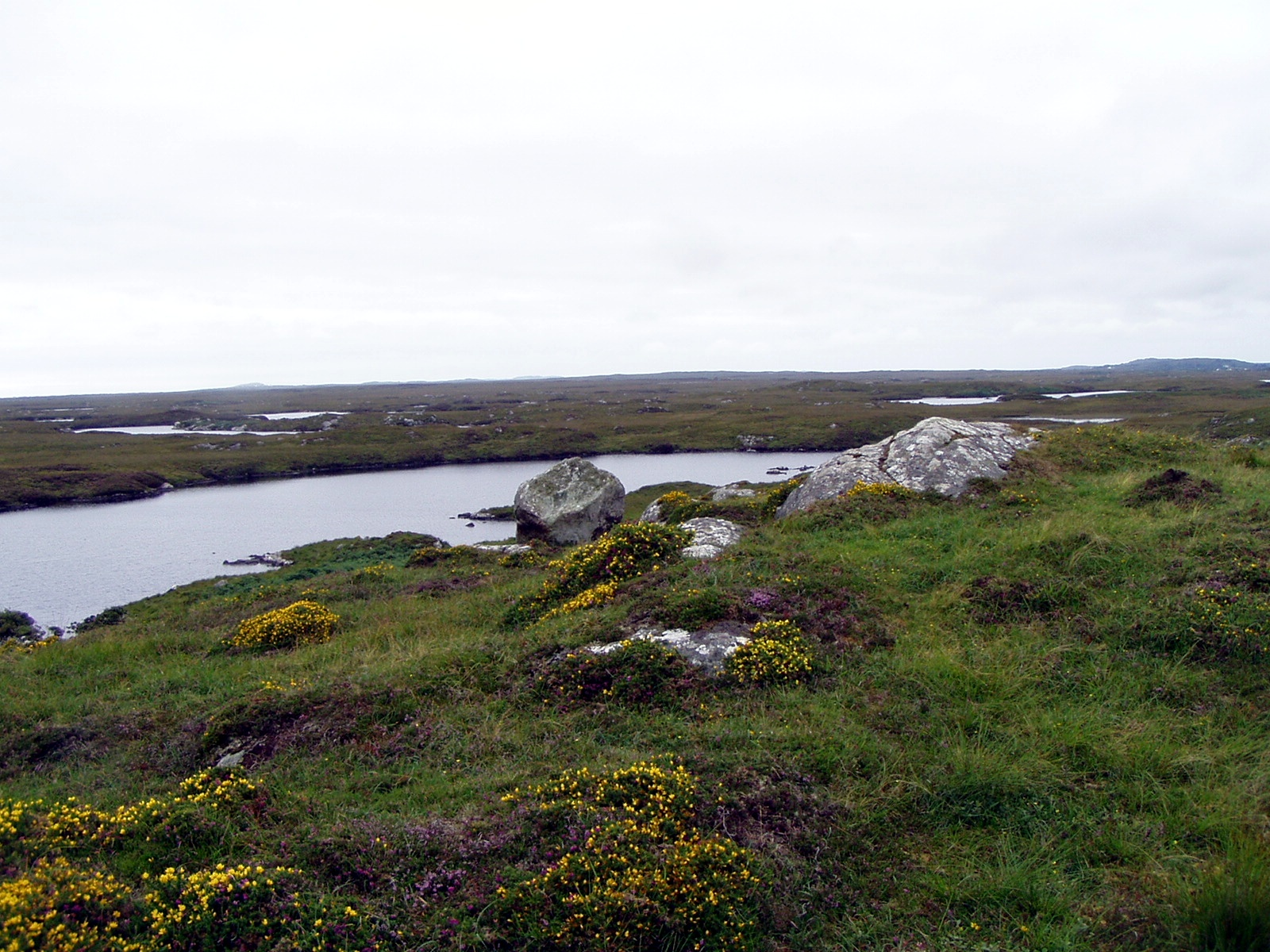
Connemara, Condado de Galway
Zona pantanosa típica de la región

Las primeras son las más extendidas y se han formado gracias a la acción humana y al clima húmedo de la isla. Las ciénagas cubiertas de vegetación se han formado sobre lugares donde los agricultores neolíticos aclararon bosques para conseguir tierras cultivables. Como cayó en desuso un terreno tan aclarado, el suelo comenzó a filtrar y se volvió más ácido, generando así un ambiente propicio para el crecimiento de brezos y juncos. Los restos de estas plantas quedaron sepultados bajo tierra, y su putrefacción al cabo de los años ha dado lugar a fértiles capas de turba.
Las raised bogs son muy comunes en la cuenca del río Shannon. Se formaron cuando las depresiones formadas tras la época glacial comenzaron a llenarse de agua para formar lagos. Los restos de los juncos y cañas que crecían en estas aguas fueron formando una gruesa capa en el fondo. Esto fue disminuyendo cada vez más la cantidad de agua del lago, hasta que el lago desapareció y la capa de restos vegetales emergió a la superficie, formando así las raised bogs.
Desde el siglo XVII, se ha aprovechado la turba (en Irlanda llamada turf) como combustible para la calefacción doméstica y la cocina. En los años 1940, se presentaron las primeras máquinas para cortar turba, que hicieron posible su explotación a gran escala. En la República, esto lo llevó a cabo una empresa semiestatal llamada Bord na Móna. Además de para usos domésticos, la turba se usaba en un buen número de industrias, especialmente en la generación de energía eléctrica.
Recientemente, la paulatina desaparición de las turberas debido a su masiva explotación ha levantado preocupaciones ambientales. Se están realizando planes de conservación de las turberas de la isla tanto en la República como en Irlanda del Norte.

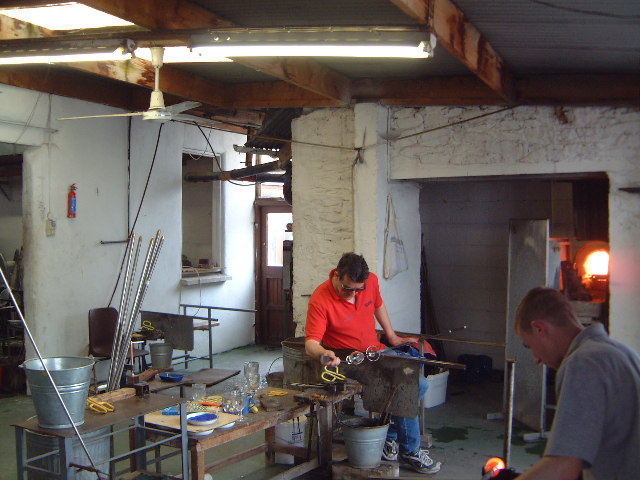
Soplando el vidrio en Jerpoint Glass. Esta fábrica, conocida pero de pequeño tamaño, queda al sureste del pueblo de Stoneyford, condado de Kilkenny. Keith Leadbetter fundó el negocio en 1979.

La República de Irlanda es una economía pequeña y moderna, dependiente del comercio. El crecimiento medio del PIB fue del 6% en el periodo 1995-2007, pero la actividad económica disminuyó drásticamente en 2008-09 y el país entró en recesión por primera vez en más de una década con la aparición de la crisis financiera mundial y la consiguiente y severa disminución en los mercados de la propiedad y la construcción. La agricultura, que en el pasado fue el sector más importante, ahora queda muy pequeña respecto a la industria y el sector servicios. De hecho, solo produce el 5% del PIB (2002) y emplea al 6% de la población activa (2006). La tierra arable abarca el 16,82% de la superficie nacional, las cosechas permanentes se limitan a un 0,03% y otros usos son 83,15% (2005). La agricultura irlandesa produce nabos, cebada, patatas, remolachas y trigo. La ganadería aporta carne de ternera y productos lácteos. La industria, en cambio, aporta el 46% del PIB y ocupa al 27% de la población activa. Irlanda es la mayor productora europea de cinc, que se extrae de las minas de Navan, Galmoy y Lisheen); otros productos mineros son: plata, aluminio, baritina, minería del yeso, acero y plomo. Elabora también productos de alimentación, elaboración de la cerveza, textil, ropa; sustancias químicas, productos farmacéuticos; maquinaria, equipo de transporte ferroviario; vidrio y cristal; software y turismo. La principal zona industrial es Dublín, aunque también hay industria en Cork, Galway, Kilkenny y Dundalk.
Los mayores ingresos, sin embargo, provienen del sector servicios, que aporta el 49% del PIB y ocupa al 67% de la población activa. Aunque el sector de la exportación, dominado por multinacionales extranjeras, sigue siendo un componente clave de la economía de la República de Irlanda, la construcción en años más recientes contribuyeron al crecimiento de la economía junto con un fuerte gasto del consumidor e inversiones de negocios. Los precios de la propiedad crecieron más rápidamente en este país en la década que precedió al año 2006 que en ningún otro país desarrollado. También se incrementó el PIB per cápita durante los años de crecimiento económico del país, y en el año 2007 sobrepasó al de los Estados Unidos. 
Cabe mencionar las exploraciones que se han realizado, a partir de 1970 en la República de Irlanda, en busca de hidrocarburos. El primer hallazgo significativo fue el campo de gas más grande de Irlanda, ubicado en Kinsale Head, Cork descubierto por la compañía petrolera Marathon Oil a mediados de los años 1970: el Kinsale Head gas field. En 1989 se descubrió el pequeño Ballycotton Gas Field y en 1996, el Corrib Gas Field. La exploración de nuevos yacimientos prosigue, con una frontera bien planeada al norte de Donegal en agosto del 2006, y perforaciones prospectivas en el Mar de Irlanda y el Canal de San Jorge. Helvick es uno de los yacimientos petrolíferos de reciente descubrimiento (se estima que tiene un volumen de 5 millones de barriles). 
La República de Irlanda tiene una ubicación estratégica, que se encuentra en las principales rutas marítimas y aéreas entre Norteamérica y el Norte de Europa. Tienen 3.237 km de ferrocarril y 96.602 km de carreteras. Puertos y terminales destacados son: Cork, Dublin y Shannon Foynes.